# Federación Internacional de Ajedrez
La Federación Internacional de Ajedrez (FIDE, por sus siglas en francés: Fédération Internationale des Échecs) es una organización internacional que agrupa las diversas federaciones nacionales de ajedrez. Se fundó en París, Francia, el 20 de julio de 1924 y su lema es Gens una sumus (en latín ‘Somos una familia’). Su actual presidente desde 2018 es el ajedrecista, político ruso Arkady Dvorkovich, que también es economista.
Actualmente la FIDE cuenta con 195 federaciones nacionales inscritas, de las cuales 176 corresponden a países integrantes de la ONU y 19 a otras federaciones.
Además de organizar el campeonato del mundo de ajedrez, la FIDE calcula el rating Elo de los jugadores, redacta las reglas del ajedrez, publica libros y nombra a maestros internacionales, grandes maestros y árbitros.
En 1999, la FIDE fue reconocida por el Comité Olímpico Internacional (COI) y dos años después se introdujeron las normas contra el dopaje del COI en el ajedrez. La FIDE quiere que el ajedrez sea parte de los Juegos Olímpicos.
La FIDE está afiliada a la Asociación Internacional de Deportes Mentales (IMSA).

## Historia
El primer esfuerzo de crear reglas para un "campeonato del mundo de ajedrez" lo hicieron los principales jugadores de la década de 1920, y así en 1922 el entonces campeón mundial José Raúl Capablanca propuso las "Reglas de Londres" por las cuales el primer jugador en ganar seis partidas en una disputa por el campeonato mundial sería declarado vencedor absoluto, las sesiones de juego no durarían más de cinco horas (suspendiendo la partida en caso necesario), el máximo de jugadas sería de cuarenta cada 150 minutos, y el campeón mundial estaba obligado a defender su título en un match al año de recibir el desafío de un gran maestro reconocido, aunque el campeón se reservaba el derecho de fijar la fecha del match.
Un detalle especial fue que Capablanca propuso que el campeón pudiera rechazar el desafío si el retador no ofrecía una "bolsa" mínima de US$ 10 000 como condición previa al match. De esta "bolsa" se pagaría el 20% al campeón defensor, 48% iría al vencedor del match y el 32% restante al vencido; no obstante el campeón defensor debía aceptar al retador que propusiera la "bolsa" más alta. Grandes maestros como Alexander Alekhine, Bogoljubov, Géza Maróczy, Réti, Rubinstein, Tartakower y Vidmar aceptaron estas normas; no obstante el único match jugado bajo estas condiciones fue el Capablanca vs Alekhine en 1927, dónde este último, como retador, ganó el título mundial.
En ese mismo año, el maestro ruso Yevgueni Znosko-Borovski anunció que un torneo de ajedrez se jugaría durante los Juegos Olímpicos de París 1924 con la Federación Francesa de Ajedrez como anfitriona. Así, en dicho torneo parisino los participantes fundaron la FIDE, aunque en sus primeros tiempos más semejaba un "sindicato de grandes maestros", sin mucho financiamiento. La dependencia respecto de los grandes maestros significó una debilidad inicial de la FIDE en tanto su influencia efectiva se sujetaba a la voluntad individual de cada gran maestro. Uno de los primeros puntos de discusión fue que, con el paso del tiempo, el requisito de reunir US$ 10 000 (poco más de US$ 160 000 en 2022) para desafiar al campeón mundial se tornaba un requisito muy difícil de cumplir en una época donde la dedicación profesional al ajedrez era muy rara.
En 1927 la FIDE organizó la primera Olimpíada de ajedrez en Londres, siendo ganador el equipo de Hungría, y al año siguiente declaró a Bogoljubov como "Campeón de la FIDE" tras vencer en un match al maestro neerlandés Max Euwe. El entonces campeón mundial, Alekhine, aceptó entonces que los futuros match por el título mundial sean organizados por la FIDE pero manteniendo los mismos requisitos de las Reglas de Londres, sobre todo el pago de la bolsa mínima de US$ 10 000, lo cual la FIDE no pudo rechazar. 
De hecho, la FIDE no controló el match de 1935 donde Euwe venció a Alekhine por el título mundial. Por el contrario, la Federación Neerlandesa de Ajedrez propuso un torneo a realizarse en 1938, el Torneo AVRO, con grandes maestros y jóvenes estrellas para seleccionar de allí al retador de Alekhine. La FIDE rechazó esta idea y designó al gran maestro checoslovaco Salo Flohr como retador oficial. Euwe alegó que si retenía el título contra Alekhine podría enfrentarse a Flohr, aunque reservándose el derecho de pactar un match con Capablanca, quien no había tenido ocasión de desafiar a Alekhine tras su derrota de 1927; en caso Capablanca venciera a Euwe y recuperase el título mundial, sería Capablanca quien enfrente a Flohr en 1940. De nuevo la FIDE rechazó estos planes pero los acontecimientos le sobrepasaron: en 1937 Alekhine venció a Euwe y volvió a ser campeón del mundo, y el Torneo Avro –planeado para hallar un retador contra Alekhine o Euwe– terminó con el triunfo de Paul Keres en primer puesto, segundo puesto quedó Reuben Fine mientras Flohr y Capablanca quedaron mucho más rezagados. Para colmo, el inicio de la Segunda Guerra Mundial impidió pactar un campeonato mundial por muchos años. 
Acabada la guerra, la FIDE advirtió que la Unión Soviética aportaba casi la mitad de posibles retadores al título mundial, como Mijaíl Botvínnik, Ígor Bondarevski, o David Bronstein, siendo necesario contar con participación soviética para un match creíble por el título mundial; además la muerte de Alekhine en 1946 y de Capablanca en 1942 implicaba la ausencia del campeón vigente y de su principal retador. Hasta entonces la URSS rehusaba participar en la FIDE al considerar el ajedrez un asunto de índole política. Esto cambió en 1946, cuando, tras la muerte de Alexander Alekhine, la FIDE organizó un torneo para el año 1948 para encontrar un nuevo campeón y la Unión Soviética se adhirió a la FIDE y anunció su voluntad de participar en el proceso.
Desde aquel torneo inicial de 1948 en La Haya (ganado por Mijaíl Botvínnik) hasta 1993, la FIDE fue la única entidad reconocida como organizadora de Campeonatos del Mundo de ajedrez, con algunas anécdotas menores. Por ejemplo la protagonizada, en 1975, por el campeón estadounidense Bobby Fischer que no defendió su título ante el retador Anatoli Kárpov porque la FIDE no accedió a un conjunto de extravagantes demandas de Fischer. O la ocurrida en 1984 cuando el entonces presidente de la FIDE, Florencio Campomanes, anuló el match entre Kárpov y Gari Kaspárov por el título mundial alegando agotamiento de los contendientes, aunque el retador Kaspárov insistía en continuar.

### Cisma de 1993
En 1993, el campeón entonces vigente, Kaspárov, y el aspirante Nigel Short (que se había clasificado a través del sistema de la FIDE), rompieron con la Federación Internacional y jugaron su encuentro bajo los auspicios de la PCA (Professional Chess Association) alegando discrepancias con las políticas de los dirigentes de la FIDE en cuanto a premios y clasificaciones de los contendientes. Desde entonces han coexistido ambos Campeonatos del Mundo: el de la FIDE y el de la PCA, luego conocido como Campeón Clásico. Hasta 2005 los campeonatos de la FIDE habían consistido en torneos eliminatorios con partidas cada vez más rápidas, lo cual nunca produjo un campeón ampliamente reconocido como el mejor del mundo en tanto el puntaje Elo de los campeones clásicos podía ser mayor al de los competidores auspiciados por la FIDE.
La FIDE cambió el formato por un torneo el cual se llevó a cabo en San Luis (Argentina) entre septiembre y octubre del mismo año. El campeonato enfrentó a los 7 primeros del escalafón mundial (excepto el ruso Vladímir Krámnik que declinó la invitación por considerarse él mismo como campeón mundial de ajedrez "clásico") y al anterior campeón de la FIDE. El ganador fue el búlgaro Veselin Topalov que sí logró aceptación como campeón mundial, al ser el mejor jugador del escalafón Elo en aquel momento.

### Reconocimiento del Comité Olímpico Internacional
En 1999, la FIDE fue reconocida por el Comité Olímpico Internacional (COI). Dos años después, introdujo las reglas contra el dopaje en el ajedrez, como parte de su campaña para ser parte de los juegos olímpicos.

### Reunificación del título mundial en 2006
En 2006, la FIDE organizó un encuentro de reunificación del título entre su campeón, Veselin Topalov, y el campeón "clásico" Vladímir Krámnik, que terminó con victoria de Krámnik, permitiendo a la FIDE asumir nuevamente la regulación del campeonato mundial.[cita requerida]
Desafortundamente, la FIDE sigue sin mantener una posición consistente en cuanto a la forma que debe tener la lucha por el título máximo, y luego de programar competencias de candidatos, ahora paralelamente ha anunciado que cualquier jugador con un Elo superior a los 2700 puntos que aporte una bolsa de un millón de dólares puede retar al campeón mundial sin más trámite.[cita requerida]

## Presidentes de la FIDE[6]
- 1924 - 1939 Alexander Rueb  Países Bajos
- 1939 - 1946 Augusto de Muro  Argentina
- 1946 - 1949 Alexander Rueb  Países Bajos
- 1949 - 1970 Folke Rogard  Suecia
- 1970 - 1978 Max Euwe  Países Bajos
- 1978 - 1982 Fridrik Olafsson  Islandia
- 1982 - 1995 Florencio Campomanes  Filipinas
- 1995 - 2018 Kirsan Ilyumzhinov  Rusia
- 2018 a la fecha Arkady Dvorkovich  Rusia

## Federaciones asociadas y zonas
A la FIDE pertenecen las siguientes federaciones de ajedrez:
- Federación Internacional de Ajedrez Postal
- Asociación Internacional de Ajedrez Braille (IBCA)
- Comité Internacional de Ajedrez de Sordos (ICCD)
- Asociación Internacional de Ajedrez para Discapacitados (IPCA)
- International Computer Games Association (ICGA)

### Confederaciones
La FIDE organiza el ajedrez en el mundo a través de cuatro confederaciones continentales:
- Unión Europea de Ajedrez,[8] con sede en Hünenberg incluye 54 asociaciones. El presidente es el georgiano Zurab Azmaiparashvili.
- Confederación de Ajedrez para las Américas[9] (CCA), con sede en la Ciudad de México, incluye 35 asociaciones. El presidente es Jorge Vega, de Costa Rica.
- Federación de Ajedrez de Asia[10] (ACF), con sede en Al Ain, Emiratos Árabes Unidos, representa a 48 organizaciones de Asia y Oceanía. Su presidente es Sheikh Sultan bin Khalifa Al Nahyan.
- Confederación Africana de Ajedrez (ACC), con sede en Gaborone, Botsuana, tiene 35 miembros, dos provisionales desde 2010. Su presidente es Lewis Ncube (Botsuana).

### Zonas y asociaciones nacionales
Todos los continentes se dividen en zonas. Para la composición de las zonas se tienen en cuenta los aspectos regionales, cualitativos y cuantitativos, y en algunos casos, también consideraciones políticas. Algunas zonas se dividen en subzonas.
Cada asociación nacional se asigna a una zona. Para ser miembro de la FIDE, una nación debe ser un miembro de la ONU o al menos ser observador. Sin embargo, en el caso del Reino Unido, cada una de las naciones que la componen tiene su propia representación en la FIDE.
En 2020, las zonas de la FIDE son las siguientes (el primer dígito pertenece al continente):
| Zona | Subzona | Federaciones | Jugadores | Grandes Maestros |
| ---- | ------- | --- | --------- | ---------------- |
| 1.1  | 1.1 a   | Inglaterra, Irlanda, Escocia, Gales | 10 434    | 30               |
| 1.1  | 1.1 b   | Bélgica, Francia, Países Bajos | 71 454    | 83               |
| 1.1  | 1.1 c   | Italia, Portugal, España | 73 404    | 64               |
| 1.2  | 1.2 a   | Alemania, Austria, Eslovenia, Suiza | 40 150    | 105              |
| 1.2  | 1.2 b   | Bosnia y Herzegovina, Croacia, Israel, Kosovo, Macedonia del Norte | 16 300    | 84               |
| 1.3  |         | Dinamarca, Finlandia, Islandia, Noruega, Suecia | 20 570    | 63               |
| 1.4  |         | Bulgaria, Hungría, Polonia, Rumania, Eslovaquia, República Checa | 60 973    | 178              |
| 1.5  | 1.5 a   | Albania, Grecia, Montenegro, Serbia, Turquía | 68 261    | 73               |
| 1.5  | 1.5 b   | Armenia, Georgia | 3754      | 57               |
| 1.6  |         | Rusia | 71 566    | 166              |
| 1.7  |         | Estonia, Letonia, Lituania | 8509      | 21               |
| 1.8  |         | Azerbaiyán, Bielorrusia, Moldavia | 6870      | 42               |
| 1.9  |         | Ucrania | 12 435    | 70               |
| 1.10 |         | Andorra, Chipre, Islas Feroe, Guernsey, Jersey, Liechtenstein, Luxemburgo, Malta, Mónaco, San Marino | 2481      | 3                |
| 2.1  |         | Estados Unidos | 14 371    | 69               |
| 2.2  |         | Canadá | 3211      | 11               |
| 2.3  | 2.3.1   | México | 6712      | 3                |
| 2.3  | 2.3.2   | Costa Rica, El Salvador, Guatemala, Honduras, Nicaragua, Panamá | 8050      | 1                |
| 2.3  | 2.3.3   | Cuba | 1811      | 23               |
| 2.3  | 2.3.4   | Colombia | 7934      | 8                |
| 2.3  | 2.3.5   | Antillas Neerlandesas, Antillas Neerlandesas, Aruba, Bahamas, Barbados, Bermudas, Islas Caimán, República Dominicana, Granada, Guyana, Haití, Islas Vírgenes Británicas, Islas Vírgenes de los Estados Unidos, Jamaica, Puerto Rico, Santa Lucía, San Cristóbal y Nieves, Surinam, Trinidad y Tobago, Venezuela | 13 906    | 2                |
| 2.4  |         | Bolivia, Brasil, Ecuador, Perú | 27 266    | 21               |
| 2.5  |         | Argentina, Chile, Paraguay Uruguay | 13 787    | 31               |
| 3.1  |         | Arabia Saudita, Baréin, Catar, Irán, Irak, Jordania, Kuwait, Líbano, Omán, Palestina, Siria, Emiratos Árabes Unidos, Yemen | 54 486    | 16               |
| 3.2  |         | Bangladés, Bután, Maldivas, Nepal, Pakistán, Sri Lanka | 23 891    | 5                |
| 3.3  |         | Brunéi, Camboya, Hong Kong, Indonesia, Japón, Corea del Sur, Laos, Macao, Malasia, Mongolia, Birmania, Filipinas, Singapur, Tailandia, Timor Oriental, República de China, Vietnam | 31 921    | 35               |
| 3.4  |         | Afganistán, Kazajistán, Kirguistán Tayikistán, Turkmenistán, Uzbekistán | 12 261    | 27               |
| 3.5  |         | China | 2876      | 39               |
| 3.6  |         | Australia, Fiyi, Guam, Nauru, Nueva Zelanda, Palaos, Papúa Nueva Guinea, Islas Salomón | 5275      | 8                |
| 3.7  |         | India | 76 735    | 63               |
| 4.1  |         | Argelia, Egipto, Libia, Marruecos, Mauritania, Túnez | 17 557    | 13               |
| 4.2  |         | Burkina Faso, Costa de Marfil, Cabo Verde, Gabón, Ghana, Liberia, Mali, Níger, Senegal, Sierra Leona, Sierra Leona, Togo | 2504      | 0                |
| 4.3  |         | Burundi, República Centroafricana, Chad, Camerún, República Democrática del Congo, Gabón, Guinea Ecuatorial, Santo Tomé y Príncipe | 398       | 0                |
| 4.4  |         | Comoras, Yibuti, Eritrea, Etiopía, Kenia, Madagascar, Mauricio, Ruanda, Seychelles, Somalia, Sudán del Sur, Sudán, Tanzania, Uganda | 7113      | 0                |
| 4.5  |         | Angola, Botsuana, Lesoto, Malaui, Mozambique, Namibia, Sudáfrica, Suazilandia, Zambia, Zimbabue | 12 875    | 1                |

## Escalafón mundial de la FIDE
La FIDE publica mensualmente la lista de los jugadores con Elo internacional de todas sus federaciones asociadas, en función del control de tiempo del torneo y la puntuación Elo de cada jugador. Aunque esta regulación se limita al control de tiempo estándar (40 jugadas para el primer control), la FIDE publica también el escalafón ELO de los jugadores en cuatro categorías: estándar, ajedrez rápido, blitz, y por internet (el obtenido en partidas de su plataforma FIDE Online Arena).
A partir del escalafón general de la clasificación absoluta, la FIDE publica también el escalafón femenino, el de categoría juvenil (menores de 20 años), y el de países (basado en el promedio del Elo de los diez mejores jugadores de cada país).

## Torneos y competiciones de la FIDE
Aunque la FIDE regula todos los torneos de ajedrez organizados y reconocidos por sus federaciones, también organiza competiciones específicas, sobre todo las relativas con las Olimpiadas de ajedrez y el Campeonato mundial de ajedrez.
Las principales competencias organizadas por la FIDE son:
- Campeonatos mundiales individuales: son el Campeonato mundial de ajedrez en las categorías absoluta y el Campeonato Mundial Femenino de Ajedrez, y sus competencias relacionadas; el Grand Prix de la FIDE, y el Torneo de Candidatos en la categoría absoluta
- Olimpiada de ajedrez
- Campeonatos por equipos nacionales: incluyen los campeonatos continentales y mundiales por equipos en las categorías absoluta y femenina
- Campeonatos mundiales de ajedrez rápido y blitz
- Campeonatos mundiales y continentales juveniles: son torneos organizados para jugadores menores de la edad establecida para cada categoría, la cual puede ser para menores de 8, 10 o 12 años (categoría cadetes), 14, 16 o 18 años (categoría prejuvenil), o 20 años (esta última categoría es el clásico campeonato mundial juvenil de ajedrez; así como los campeonatos mundiales escolares, para jugadores menores de edades impares entre los 7 y los 17 años.
- Campeonatos mundiales de mayores: son torneos organizados para mayores de 50 años en la categoría de Veteranos, y para mayores de 65 años en la categoría Sénior
- Campeonato Mundial de Aficionados: torneos abiertos a jugadores con Elo internacional menor a 2000
- Campeonato Mundial de Ciudades: torneo bienal por equipos surgido como secuela de la Olimpiada de ajedrez, en el cual cada uno de los 32 países envía un equipo representante de una ciudad. Es organizado por el Club Al Ain de la federación de ajedrez de Emiratos Árabes Unidos

## FIDE Online Arena
La FIDE ha abierto un servidor en internet para la práctica de ajedrez llamado FIDE Online Arena. Esta plataforma inició sus operaciones de prueba en agosto de 2013, y a partir de octubre se declaró plenamente funcional, haciendo énfasis en implementar tecnologías para evitar trampas con ayuda de programas informáticos.